# 鲁松庭
鲁松庭（1941年10月—），男，浙江温州人，中华人民共和国政治人物，曾任浙江省人民政府副省长，浙江省人大常委会副主任。